# Criteriul raportului (D'Alembert)
În matematică, criteriul raportului (D'Alembert) se aplică pentru determinarea naturii seriei infinite
{\displaystyle \sum _{n=0}^{\infty }a_{n}}
ai cărei termeni sunt numere reale sau complexe. Testul a fost prima dată publicat de Jean le Rond d'Alembert, de aceea mai este numit și criteriul lui D'Alembert. Criteriul raportului folosește numărul
{\displaystyle L=\lim _{n\rightarrow \infty }\left|{\frac {a_{n+1}}{a_{n}}}\right|}
Criteriul raportului spune că:
- Dacă L < 1 atunci seria este absolut convergentă.
- Dacă L > 1 atunci seria este divergentă.
- Daca L = 1 sau L este nedeterminat atunci natura seriei este nederminată.

## Criteriul Raabe-Duhamel
Dacă L = 1 criteriul raportului nu poate dermina natura seriei studiate. O extindere a criteriului raportului este criteriul Raabe-Duhamel care permite uneori determinarea naturii seriei pentru cazul L = 1.
Criteriul Raabe-Duhamel spune că dacă pentru o serie 

I
{\displaystyle \sum _{n=0}^{\infty }a_{n}}
{\displaystyle \lim _{n\rightarrow \infty }\left|{\frac {a_{n+1}}{a_{n}}}\right|=1}
și dacă există:
{\displaystyle \lim _{n\rightarrow \infty }\,n\left(\,\left|{\frac {a_{n}}{a_{n+1}}}\right|-1\right)=l}
atunci seria este:.
1. Dacă l>1 {\displaystyle \Rrightarrow } :{\displaystyle \sum _{n=0}^{\infty }a_{n}} - Convergentă 

2. Dacă l<1 {\displaystyle \Rrightarrow } :{\displaystyle \sum _{n=0}^{\infty }a_{n}} - Divergentă
1. Dacă l=1 {\displaystyle \Rrightarrow } :{\displaystyle \sum _{n=0}^{\infty }a_{n}} - Problema nu se poate rezolva cu acest criteriu
link suport.
http://www.mathcounterexamples.net/raabe-duhamel-s-test/